# Louis Andriessen
Louis Joseph Andriessen (ur. 6 czerwca 1939 w Utrechcie, zm. 1 lipca 2021 w Weesp) – holenderski kompozytor i pianista.

## Życiorys
Pochodzi z rodziny o tradycjach muzycznych. Zarówno jego ojciec, Hendrik, jak i stryj, Willem, byli instrumentalistami i nauczycielami muzyki. Jego starszy brat, Jurriaan też był kompozytorem.
Andriessen rozpoczął naukę muzyki w 1953 r. u swojego ojca. W latach 1957–1962 studiował w Koninklijk Conservatorium w Hadze. Kompozycji uczył się u ojca i Keesa van Baarena. Przez następne dwa lata studia te kontynuował u Luciana Beria w Mediolanie, a następnie w Berlinie (do 1965)
Wykładowca kompozycji w haskim Koninklijk Conservatorium. Laureat Międzynarodowej Nagrody Gaudeamus Kompozytorów w 1959. Mieszkał w Amsterdamie.